# ザオトゥイ県
ザオトゥイ県（ザオトゥイけん、ベトナム語：Huyện Giao Thuỷ / 縣膠水? ）は、ベトナムナムディン省の県である。面積は232.1km²、人口は189,660人（2010年）である。
ザオトゥイ県は農業と水産業が盛んな地域であり、特に広大な干潟と湿地帯を活用したエビの養殖や米の栽培が行われている。
また、ザオトゥイ県にはユネスコの生物圏保護区に指定されている「スアーティエン国立公園」（Vườn quốc gia Xuân Thuỷ）が位置している。この国立公園は、ベトナム最大級の湿地保護区であり、多様な鳥類や水生生物が生息することで知られている。特に冬季には、多くの渡り鳥が飛来するため、バードウォッチングの名所としても人気がある。
この地域ではエコツーリズムも発展しており、訪問者は船に乗って湿地帯を巡ったり、伝統的な漁業体験をしたりすることができる。

## 行政区画
2市鎮20社を管轄する。